# Grimmia sundaica
Grimmia sundaica là một loài Rêu trong họ Grimmiaceae. Loài này được (Müll. Hal.) Mitt. mô tả khoa học đầu tiên năm 1882.